# ۴۹۲ (میلادی)
۴۹۲ (میلادی)(CDXCII) چهارصد و نود و دومین سال تقویم میلادی و سالی کبیسه در گاه‌شماری ژولینی بود که در روز چهارشنبه شروع شد. آن زمان این سال را به عنوان سال کنسولی آناستاسیوس و روفوس (و کمتر با نام ۱۲۴۵ از تاریخ پیدایش رم) می‌شناختند. نامگذاری ۴۹۲ برای این سال مربوط به دوران اولیهٔ قرون وسطی است؛ زمانی که دورهٔ تقویمی پس از میلاد برای نامگذاری سال‌ها در اروپا شایع شد.

## درگذشتگان
- ۳ ژانویه – فلیکس سوم، کشیش ایتالیایی و پاپ